# Communauté de communes du pays de Saulx
Pour les articles homonymes, voir Saulx.
La Communauté de communes du pays de Saulx (CCPS) est une ancienne communauté de communes française, située dans le département de la Haute-Saône en France.
Elle a fusionné avec d'autres intercommunalités pour former le 1er janvier 2014 la communauté de communes du Triangle Vert

## Historique
L'intercommunalité a été créée par un arrêté préfectoral du 21 décembre 2001.
L'article 35 de la loi n° 2010-1563 du 16 décembre 2010 « de réforme des collectivités territoriales » prévoit toutefois d'achever et de rationaliser le dispositif intercommunal en France, et notamment d'intégrer la quasi-totalité des communes françaises dans des EPCI à fiscalité propre, dont la population soit normalement supérieure à 5 000 habitants. 
Dans ce cadre, le Schéma départemental de coopération intercommunale de 2011 a prévu la fusion des communautés de communes : 
- du pays de Saulx,  
- des grands bois 
- des Franches Communes (sauf  Amblans et Genevreuille), 
et en y rajoutant la commune isolée de Velorcey, afin de former une nouvelle structure regroupant 42 communes et environ 11 200 habitants.
Cette fusion est effective depuis le 1er janvier 2014 et a permis la création, à la place des intercommunalités supprimées, de  la Communauté de communes du Triangle Vert.

## Territoire communautaire

### Composition
L'intercommunalité regroupait en 2013 les 17 communes suivantes pour une population totale sans double compte de 3 375 habitants (RGP 1999) :
- Abelcourt
- Betoncourt-lès-Brotte
- Châteney
- Châtenois
- Creveney
- La Creuse
- Éhuns
- Genevrey
- Mailleroncourt-Charette
- Meurcourt
- Villers-lès-Luxeuil
- Saulx
- Sainte-Marie-en-Chaux
- Servigney
- Velleminfroy
- La Villedieu-en-Fontenette
- Visoncourt

## Organisation

### Siège
La communauté de communes avait son siège en mairie de Saulx.

### Liste des présidents
L'intercommunalité était administrée par son conseil communautaire, constitué de délégués des  conseils municipaux de chaque commune membres.
| Période                                  | Période | Identité          | Étiquette | Qualité                  |
| ---------------------------------------- | ------- | ----------------- | --------- | ------------------------ |
| Les données manquantes sont à compléter. |         |                   |           |                          |
| ?                                        | 2013    | Christian Bresson | UMP       | Maire de Saulx (2001 → ) |

### Compétences
L'intercommunalité exerçait les compétences qui lui avaient été transférées par les communes membres, dans les conditions déterminées par le Code général des collectivités territoriales. Il s'agissait de :
- Environnement et cadre de vie : assainissement non-collectif, collecte et traitement des ordures ménagères, résorption des décharges ;
- Action sociale intercommunale : Mission locale de Lure-Luxeuil, redynamisation des services de santé de proximité en milieu rural, pôle médico-social ;
- Développement et aménagement économique : zones d'activité (et notamment ZA site de la Confrande à Saulx), actions de développement économique ;
- Activités sportives, culturelles ou socioculturelles, périscolaires ;
- Aménagement de l'espace : Schéma de cohérence territoriale (SCOT), programme d'aménagement d'ensemble, études et programmation ;
- Voirie d'intérêt communautaire (c'est-à-dire celle raccordant la zone d'activité communautaire) ;
- Tourisme ;
- Logement et habitat (politique du logement social, Opération programmée d'amélioration de l'habitat (OPAH) ;
- Soutien technique ponctuel aux communes membres[1].

### Régime fiscal et budget
La Communauté de communes était un établissement public de coopération intercommunale à fiscalité propre.
Afin d'assurer la réalisation de ses compétences, la communauté de communes percevait une fiscalité additionnelle aux impôts locaux des communes, avec fiscalité professionnelle de zone et sans fiscalité professionnelle sur les éoliennes, ainsi qu'une taxe de séjour.
Afin de financer ce service, elle collectait une redevance d'enlèvement des ordures ménagères (REOM).

## Réalisations
Santé
La CCPS a créé en octobre 2012 la maison de santé de Saulx afin de lutter contre la désertification médicale du secteur induite par le départ à la retraite de deux médecins. S'étendant sur 825 m², elle regroupe en 2016 18 professionnels de santé de dix spécialités différentes, et son influence s’étend, selon les spécialités, potentiellement de Vesoul jusqu’à Luxeuil-les-Bains (soit un bassin de population de 10 000 habitants).